# Mladen
Mladen, muško ime rasprostranjeno među Hrvatima i Srbima, a često je i među Bugarima (poznato prezime). Značenje imena dolazi od pridjeva mlad. Oko 20 000 osoba u Hrvatskoj nosi ovo ime. Najviše osoba nazvanih Mladen rođeno je 1960-ih.

## Poznati nositelji

### Plemići, političari, vojnici
- Mladen I. Šubić Bribirski
- Mladen II. Šubić Bribirski
- Mladen III. Šubić Bribirski
- Mladen Markač
- Mladen Kruljac
- Mladen Lorković
- Mladen Schwartz

### Umjetnici
- Mladen Grdović
- Mladen Bodalec
- Mladen Delić
- Mladen Vulić
- Mladen Barbarić (pisac)
- Mladen Barbarić (glumac)
- Mladen Crnobrnja
- Mladen Vasary
- Mladen Bašić (dirigent)
- Mladen Bašić (karikaturist)
- Mladen Čutura
- Mladen Juran
- Mladen Šerment
- Mladen Stahuljak

### Znanstvenici
- Mladen Kauzlarić
- Mladen Tomorad
- Mladen Ivezić
- Mladen Garašić
- Mladen Deželić

### Športaši
- Mladen Petrić
- Mladen Erjavec
- Mladen Bartolović
- Mladen Bojinović
- Mladen Mladenović
- Mladen Pralija
- Mladen Bartulović
- Mladen Krstajić
- Mladen Šutej
- Mladen Ramljak
- Mladen Jurčević